# Preston Lacy

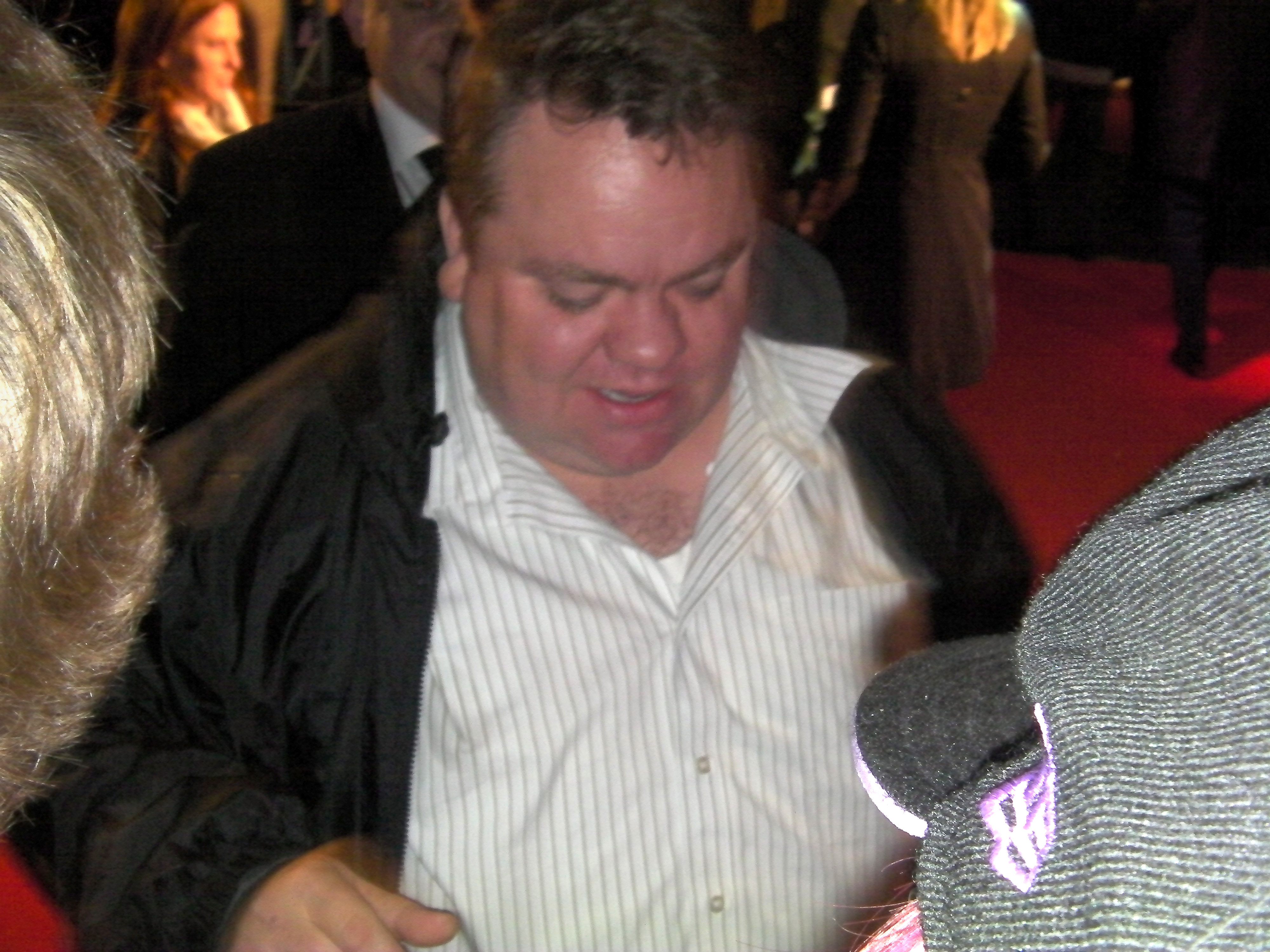
Preston Lacy am 2. November 2010 bei der Premiere von Jackass 3D in London.

Preston Lacy (* 14. August 1969 in Carthage, Missouri) ist ein US-amerikanischer Schauspieler, Stuntman, Drehbuchautor und Stand-up-Comedian. Er ist vor allem bekannt durch seine Auftritte in der Fernseh- und Filmreihe Jackass, in der er oft Stunts mit Jason „Wee Man“ Acuña durchführt.

## Biografie
Da seine Mutter vier Mal heiratete, musste Lacy in seiner Kindheit oft umziehen. Um in der Schule nicht als Außenseiter dazustehen, gab er oft den Klassenclown. Er interessierte sich damals für die Comedians Richard Pryor, Eddie Murphy und Don Rickles. Die Sitcom Taxi gab ihm schließlich den Entschluss, selbst Schauspieler beziehungsweise Komiker zu werden. Er schloss sein Theater-Studium an der Missouri State University erfolgreich ab und arbeitete anschließend zunächst als LKW-Fahrer. Nachdem er genug Geld gespart hatte, zog er nach Los Angeles in der Hoffnung, den Durchbruch als Schauspieler zu schaffen. Er trat zunächst vornehmlich als Darsteller in Werbungen auf, bevor er 1992 für einige Sketche in der Tonight Show engagiert wurde.
Später lernte Lacy durch Auftritte in Werbungen den späteren Jackass-Mitbegründer Johnny Knoxville kennen, letzterer erzählte ihm von seinem Vorhaben, eine Show starten zu wollen, in der es um waghalsige Stunts und Mutproben gehen sollte. Lacy fand diese Idee damals noch nach eigenen Angaben „dumm“, ließ sich später aber doch dazu überreden, bei dem Projekt einzusteigen. Zu Beginn der Jackass-Sendung arbeitete er noch hinter den Kulissen als Autor, Knoxville aber wollte ihn als Stuntman vor der Kamera. Auch diesmal stimmte Lacy im Nachhinein zu. Der immense Erfolg der Serie sowie der gleichnamigen Filme bescherte Lacy den endgültigen Durchbruch.
Als Schauspieler war Lacy auch in Christmas in Wonderland neben Patrick Swayze und Tim Curry zu sehen; daneben war er einer der Autoren des National-Lampoon-Filmes TV: The Movie. Gegenwärtig ist er als Stand-up-Comedian tätig und hat Auftritte in verschiedenen Regionen der Vereinigten Staaten.

## Gesetzeskonflikt
2010 wurde Lacy in Oklahoma wegen illegalen Besitzes von Marihuana festgenommen.

## Filmografie (Auswahl)
- 2003: Jackass: The Movie (Darsteller)
- 2006: TV: The Movie (Darsteller, Drehbuch, Produktion)
- 2006: Jackass: Nummer Zwei (Darsteller)
- 2007: Christmas in Wonderland (Darsteller)
- 2008: The Preston Lacy Show (Darsteller, Drehbuch, Produktion)
- 2009: The Life of Lucky Cucumber (Darsteller, Drehbuch, Produktion)
- 2010: Jackass 3D (Darsteller)
- 2011: Jackass 3.5 (Darsteller)
- 2022: Jackass Forever
- 2022: Jackass 4.5